# Autoficció
L'autoficció és el gènere literari on es barregen elements autobiogràfics i de ficció sota les vivències d'un narrador volgudament confós amb l'autor, ja sigui en primera o en tercera persona. Malgrat que la tendència ha existit des dels inicis de la literatura, l'eclosió com a gènere té lloc a finals del segle XX i la seva popularitat augmenta al segle XXI. El crític i escriptor Serge Doubrovsky va ser qui va encunyar el terme per classificar la seva pròpia obra. Genette la defineix com aquell gènere on hi ha una fusió nominal entre autor, narrador i protagonista.

## Característiques i influències
La popularitat del terme ha fet que englobi textos d'abast i característiques diferents. En primer lloc, l'autobiografia novel·lada pretén explicar la vida d'una persona amb elements i recursos propis de la ficció. El grau d'aquests elements ficticis que atorguen més interès o versemblança al relat fa que l'obra s'apropi més a l'autobiografia convencional o a la novel·la. Existeixen memòries i biografies voluntàriament falses o de caràcter paròdic des de fa segles, amb un important increment al segle xx. Es relaciona amb gèneres més tradicionals com el japonès watakushi-shōsetsu, la novel·la en clau de la tradició occidental o la novel·la testimoni. La no ficció periodística ha influït en aquest corrent autofictici, especialment a partir de l'anomenat crim real.
En segon terme existeix l'autoficció fantàstica, on no hi ha dubte que els fets narrats no van ocórrer però que la forma apunta a una autobiografia o la insistència del narrador al respecte provoca que el lector es qüestioni la versemblança del real constantment. El personatge literari, que es vol coincident amb l'autor, representa alguns dels seus vessants.

## Causes del seu creixement
S'han apuntat diverses causes per explicar l'auge de l'autoficció. D'una part, des de la postmodernitat es qüestionen tant el concepte de jo com a constructe homogeni com el concepte de veritat, de manera que es trenca el pacte de l'autobiografia o les memòries de narrar fets realment esdevinguts; per contra dins l'autoficció es fa patent aquesta desconfiança en la unitat del jo i la possibilitat de ser objectiu o veraç respecte la pròpia vida. Dins de l'obra l'important és la versemblança i el pacte amb el lector que accepta aquesta ambigüitat.
D'altra banda, l'exposició de la vida privada a les xarxes socials i la construcció conscient d'un personatge públic han ajudat a l'autoficció. Hi ha la concepció que qualsevol vida és interessant des del punt de vista novel·lesc i més persones es creuen dignes de protagonitzar un relat publicable. El fenomen coexisteix amb un augment de la pluralitat d'orígens i pertinència identitària dels autors, que porta a un interès creixent en conèixer vides alienes diferents. Alguns corrents crítics han assenyalat l'acceptació dels postulats del feminisme com a causa de l'auge de l'autoficció, atès el vincle entre les dones i els gèneres personals com els diaris, les cartes o les novel·les intimistes.

## Alguns autors destacats
- Philippe Sollers
- Annie Ernaux
- Adrià Pujol i Cruells
- Javier Cercas Mena
- Emmanuel Carrère
- Henry Miller
- W. G. Sebald